# 보아비스타섬
보아비스타섬(포르투갈어: Boa Vista, 포르투갈어로 "좋은 경관"이라는 뜻)은 카보베르데 바를라벤투 제도에 위치한 섬으로 면적은 631.1km2, 인구는 14,451명(2015년 기준)이며 길이는 30.8km, 넓이는 28.9km이다.
섬에서 가장 높은 곳은 몬트이스탄시아산(Monte Estância)으로서 높이는 387m이다. 행정 구역상으로는 보아비스타시에 속하며 섬에서 가장 큰 도시는 살헤이이다. 아프리카 대륙 연안에서 서쪽으로 455km 정도 떨어진 곳에 위치한다. 카보베르데 최동단에 위치한 섬이자 카보베르데에서 세 번째로 큰 섬이기도 하다. 울트라마라톤과 사구, 바다거북과 포크송으로 유명한 섬이다.